# Schloss Nagytétény

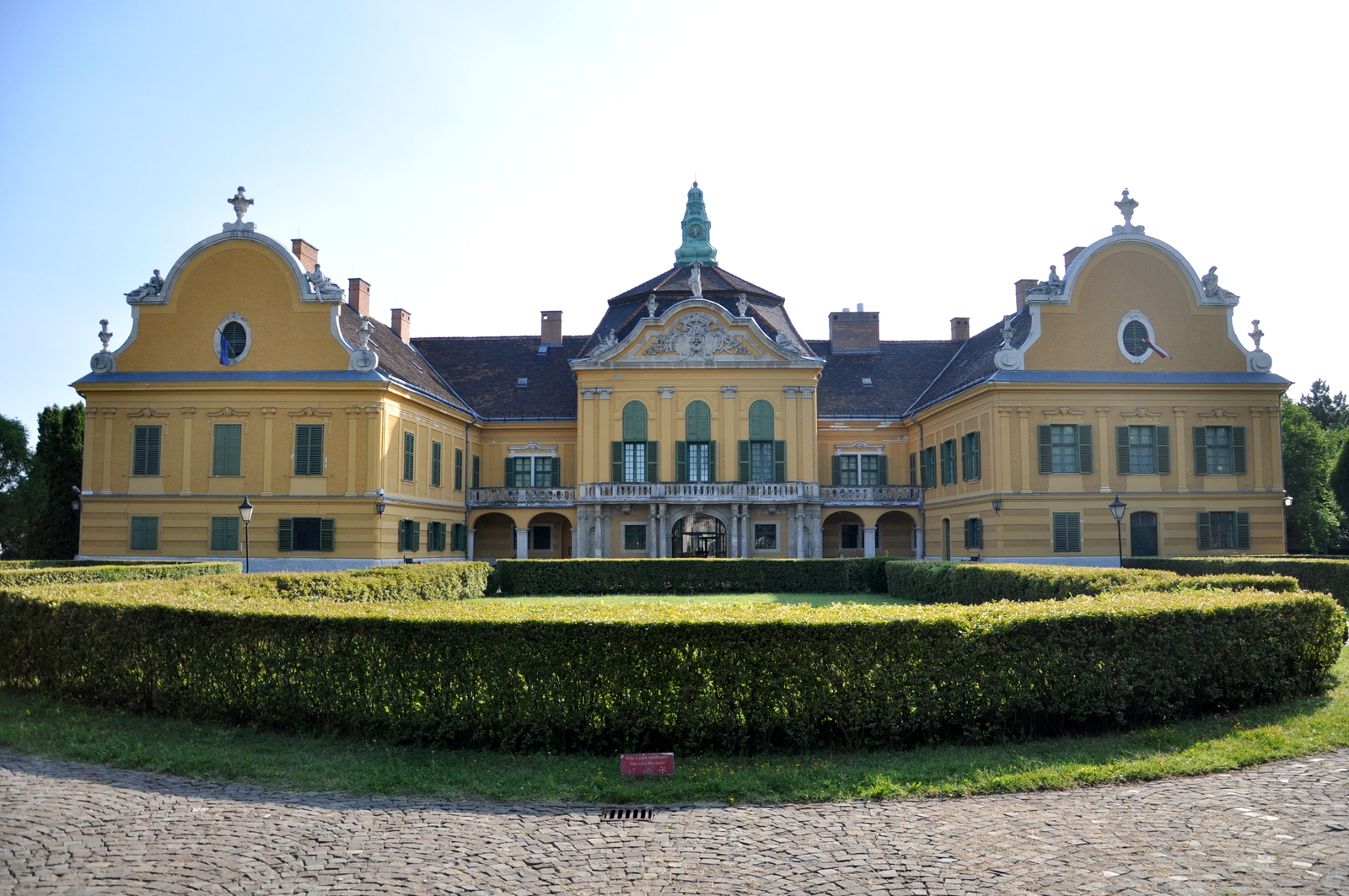
Schloss Nagytétény

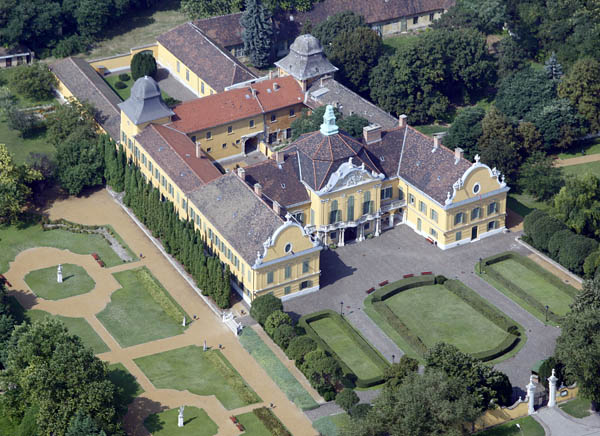
Luftbild des Schlosses

Das Schloss Nagytétény, auch Schloss Száraz-Rudnyánszky, befindet sich im XXII. Bezirk, am südwestlichen Rand der ungarischen Hauptstadt Budapest. 

## Geschichte
Das Schloss geht auf eine gotische Burg des 13. Jahrhunderts der Familie Tétény zurück. Die Überreste dieses Vorgängerbaus bilden den Kern des heutigen Schlosses. An seiner Rückseite grenzt das Schloss an das Ausgrabungsgelände des römischen Kastells Campona.  
Schloss Nagytétény erhielt seine heutige Gestalt um 1766, als es für den Baron Száraz nach dem Vorbild des Schlosses Gödöllő fast vollständig neu errichtet wurde. Der mehrflügelige im spätbarocken Stil errichtete Bau erlitt im Zweiten Weltkrieg schwere Schäden.  Nach dem Krieg wurde das Schloss vom Landwirtschaftsministerium verwaltet und dieses übergab es am 1. Juli 1948 zu Museumszwecken. Nach einer Restaurierung wurde 1951 die erste Möbelausstellung im Schloss eröffnet. Aufgrund des sich verschlechternden Zustands des Gebäudes wurde es notwendig, das Schloss ein weiteres Mal zu renovieren. Die Arbeiten wurden von 1997 bis 2000 durchgeführt, so dass das Schlossmuseum im Sommer 2000 wieder geöffnet werden konnte. Die einstmals barocken Gartenanlagen sind bis in die Gegenwart in ihrer Grundstruktur erhalten.
Das Schloss wird vom Ungarischen Museum für Kunstgewerbe (Magyar Iparművészeti Múzeum) genutzt und es werden dort europäische Möbel und Kleidung sowie Uhren aus der Sammlung von Ferenc Radvánszky gezeigt.